# Gerhard Stöck

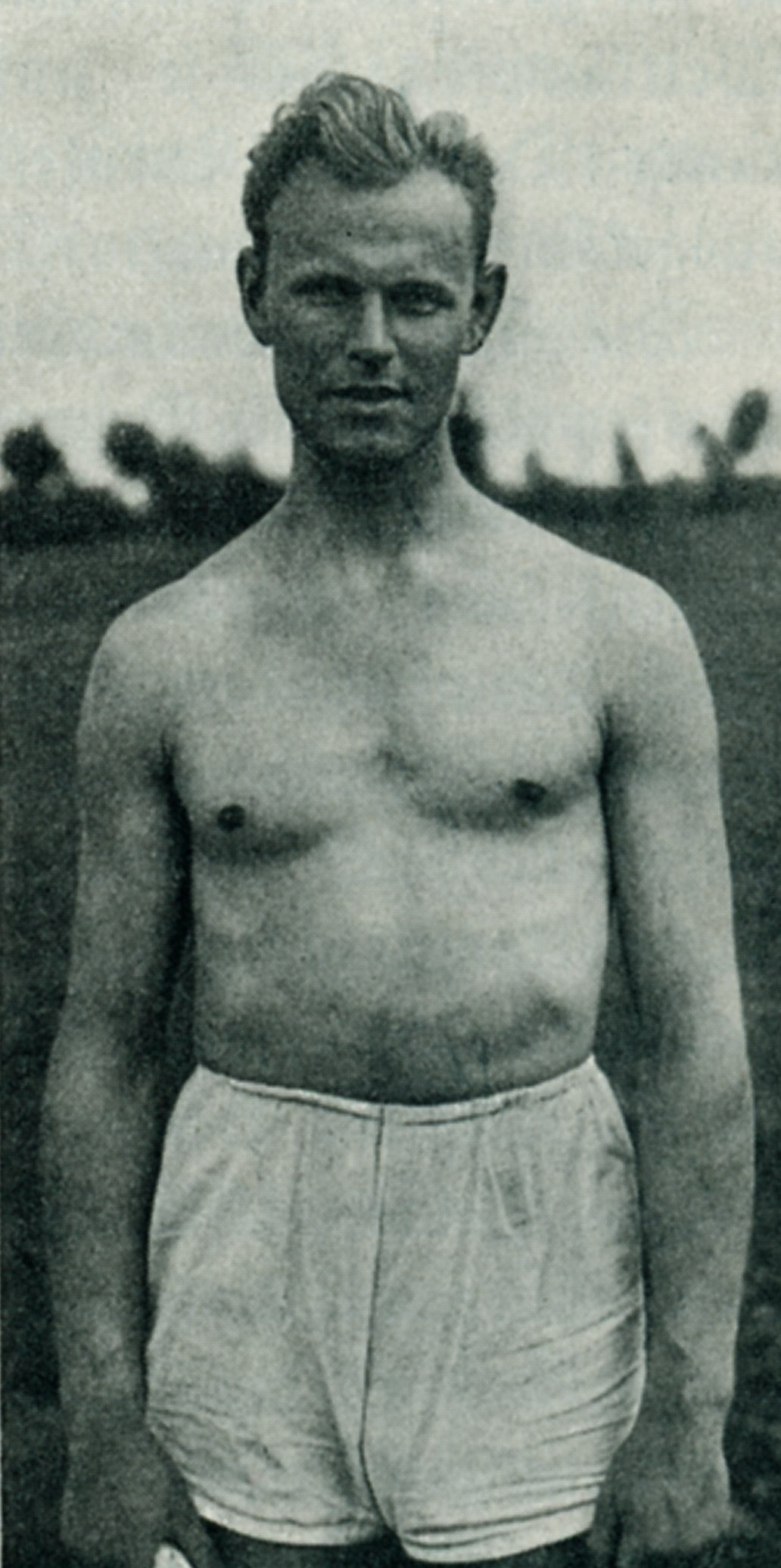
Gerhard Stöck, um 1933

Gerhard Stöck (* 28. Juli 1911 in Kaiserswalde, Kreis Wirsitz; † 29. März 1985 in Hamburg) war ein deutscher Leichtathlet und Olympiasieger.

## Sportliche Karriere
Der Sohn eines Fleischers wuchs in Schönlanke auf und studierte ab 1930 Philologie an den Universitäten Königsberg, Halle (Saale), Greifswald und Berlin. Bei den Olympischen Spielen 1936 in Berlin trat der Sportler des SC Charlottenburg in zwei Disziplinen an. Nachdem er im Kugelstoßwettbewerb am 2. August 1936 bereits die Bronzemedaille gewonnen hatte (Olympiasieger: Hans Woellke), nahm er am 6. August 1936 auch am Speerwurfwettbewerb teil. Nach dem vierten Versuch nur auf Platz fünf liegend, schleuderte er den Speer im vorletzten Versuch auf eine Weite von 71,84 m und gewann damit mit über einem Meter Vorsprung die Goldmedaille vor seinen favorisierten finnischen Konkurrenten Yrjö Nikkanen und Kalervo Toivonen. Stöck hatte geschickt auf die widrigen Windverhältnisse reagiert und den Speer besonders flach abgeworfen. Er war auch für den kurz darauf stattfindenden Zehnkampfwettbewerb gemeldet, konnte ihn aber wegen einer wieder aufgebrochenen Knieverletzung nicht antreten.
Stöck wurde dreimal Studentenweltmeister, 1935 im Speerwurf und Fünfkampf und 1939 im Kugelstoßen.
Bei den Deutschen Meisterschaften von 1938 holte sich Stöck ebenfalls die Goldmedaille im Speerwurf, nachdem er zwischen 1933 und 1937 fünfmal Vizemeister geworden war. 1939, 1946 und 1947 holte Stöck ebenfalls Silber. Am 28. August 1935 warf Stöck mit 73,96 m in Helsinki deutschen Rekord im Speerwurf, der 19 Jahre lang Bestand hatte.
Im Kugelstoßen war er 1935, 1936 und 1938 jeweils Deutscher Vizemeister hinter Hans Woellke. Weitere Medaillen in dieser Disziplin errang Stöck 1946 (Bronze) und 1947 (Silber).
1935 war Stöck Deutscher Vizemeister im Zehnkampf, trotz null Punkten im Stabhochsprung. Er hatte bei einer Größe von 1,91 m ein Wettkampfgewicht von 84 kg.
1948 wechselte Stöck zum Hamburger SV und beendete dort seine aktive Laufbahn.

## Berufliche Laufbahn
Nach seinem Referendariat wurde Stöck 1938 Studienrat mit den Fächern Leibesübungen, Erdkunde, Geologie und Biologie. Zum 5. Mai 1933 war er Mitglied der SA geworden, ab 1944 als Sturmbannführer. Am 10. November 1937 beantragte er die Aufnahme in die NSDAP und wurde rückwirkend zum 1. Mai desselben Jahres aufgenommen (Mitgliedsnummer 5.373.936). Nach dem Krieg war er zwischen 1950 und 1975 Leiter des Sportamtes der Hansestadt Hamburg. Bei den Olympischen Spielen 1956 und 1960 war er Chef de Mission der gesamtdeutschen Olympiamannschaft, im Jahre 1964 dessen Stellvertreter. Von 1986 bis 2006 vergab das Sportamt der Stadt Hamburg den Gerhard-Stöck-Preis an verdiente Sportler und Vereine. Die Rugby-Damen des FC St. Pauli gaben den 2006 an sie verliehenen Preis mit dem Verweis auf Stöcks NS-Vergangenheit zurück. Danach wurde die Verleihung stillschweigend eingestellt.
Seine Tochter Jutta Stöck war in den 1960er Jahren eine erfolgreiche deutsche Sprinterin.